# Maria Krescencja Höss
Maria Krescencja Höss TOR, niem. Maria Crescentia Höss (ur. 20 października 1682 w Kaufbeuren, zm. 5 kwietnia 1744 tamże) – niemiecka siostra zakonna III Zakonu Regularnego św. Franciszka z Asyżu, święta Kościoła katolickiego.

## Życiorys

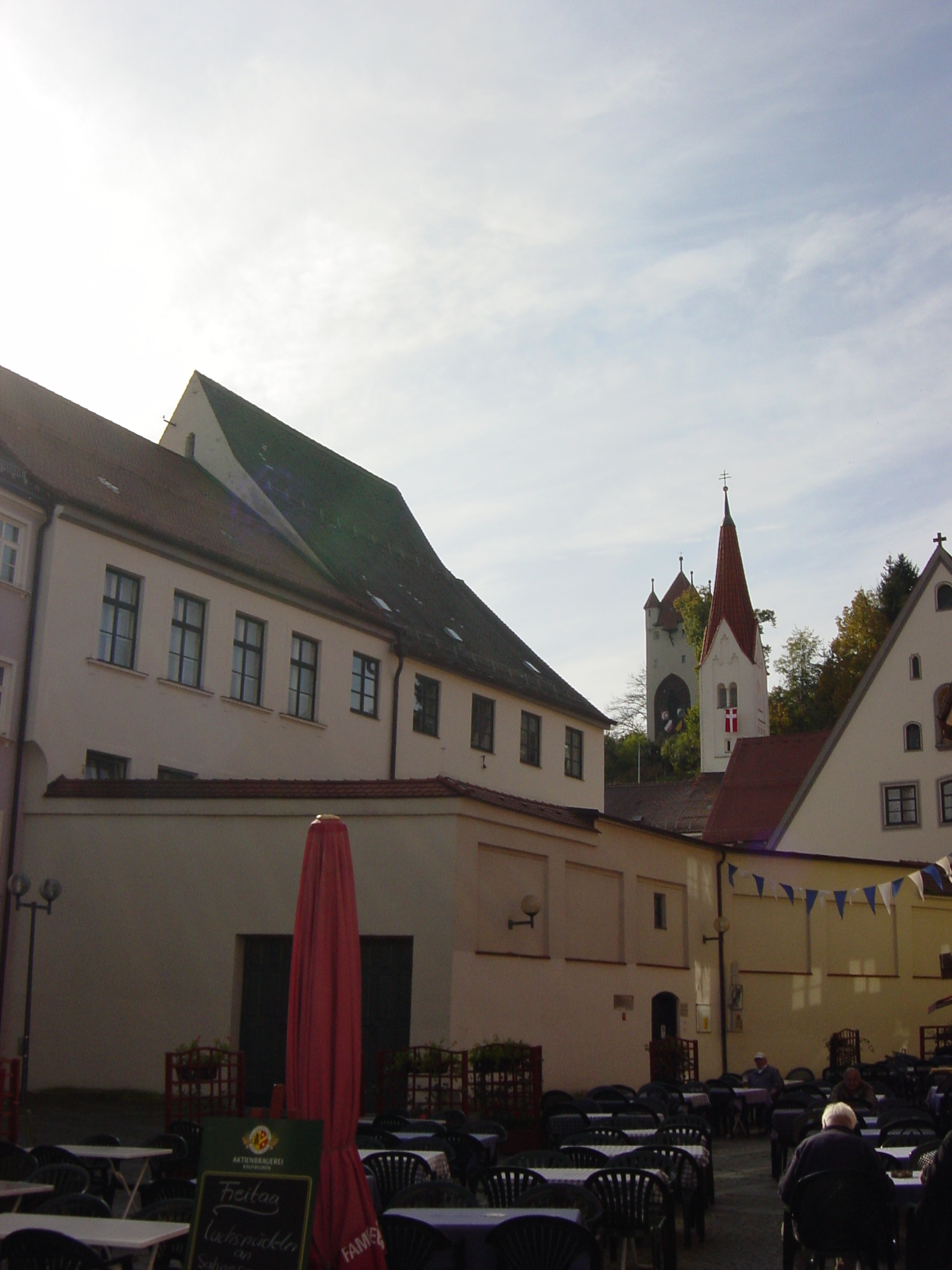
Klasztor w Kaufbeuren

Była jednym z ośmiorga dzieci Mathiasa Webera Höss i Anny Luzia. Tak jak ojciec pracowała jako tkaczka do 17 czerwca 1703 roku kiedy to wstąpiła do Trzeciego Zakonu Franciszkańskiego w Kaufbeuren. Po złożeniu ślubów zakonnych (w 1704 roku) pełniła funkcję furtianki (od 1710 roku), a następnie mistrzyni nowicjatu (od 1717 roku) by w końcu zostać wybraną przełożoną klasztoru (od 1741 roku). Zasłynęła swoją wyjątkową inteligencją i umiejętnością rozwiązywania problemów z którymi się do niej zgłaszano. Wielkim jej wkładem było odnowienie reguły zakonnej.
Po śmierci miejsce jej spoczynku stało się celem najliczniejszych, w owych czasach, pielgrzymek wiernych.
Beatyfikowana przez papieża Leona XIII w 1900 roku, a proces kanonizacyjny zakończyła kanonizacja dokonana przez papieża Jana Pawła II w 2001 roku. Jest pierwszym niemieckim świętym w trzecim tysiącleciu. Maria Krescencja stała się symbolem świętości dla katolików i protestantów przez co nazywana jest ekumeniczną świętą.
W ikonografii św. Maria Krescencja przedstawiana jest często z krucyfiksem.